# Sarufutsu
Sarufutsu (jap. 猿払村, -mura) ist ein Dorf in der Unterpräfektur Sōya auf der Insel Hokkaidō.
Bekannt ist Sarufutsu für das Verschwinden der kleinen küstennahen Insel Esanbe Hanakita Kojima im Jahr 2018.

## Geographie
Sarufutsu ist das nördlichste Dorf in Japan und das größte Dorf auf der Insel Hokkaido. Es liegt im Norden der Unterpräfektur Sōya auf der Tonbetsu-Ebene mit Blick auf das Ochotskischen Meer, wo es im Winter Treibeis gibt. 80 % der Gemeindefläche wird von Wäldern bedeckt.
- Berge: Poroshiri
- Flüsse: Sarufutsu
- Seen: Porosee, Kamuitosee, Mokeunisee

### Siedlungen und Orte in Sarufutsu
- Ashino (芦野)
- Asajino (浅茅野) (hier wurde im Zweiten Weltkrieg mit der Errichtung eines Landeplatzes begonnen)
- Chiraibetsu (知来別)
- Hamaonishibetsu (浜鬼志別)
- Hamasarufutsu (浜猿払)
- Onishibetsu (鬼志別)(hier liegt die Gemeindeverwaltung)

#### Koishi (小石)
In den 1960er Jahren bis Anfang der 1970er Jahre war Koishi die größte Siedlung in Sarufutsu. Mehrere tausend Menschen arbeiteten in der Kohleindustrie. Koishi verfügte über ein eigenes Krankenhaus und ein Kino. Mit dem Niedergang der Kohleindustrie in Japan ging auch die Bevölkerung in Koishi drastisch zurück. Heute leben hier weniger als 50 Einwohner.

### Nachbargemeinden
- Wakkanai
- Toyotomi
- Hamatonbetsu
- Horonobe

### Klima
Aufgrund seiner nördlichen Lage weist Sarufutsu ein sehr kühles Monsunklima auf, wobei im Winter teilweise meterhoch Schnee fällt (Klimatyp Dfb-Klima nach Köppen & Geiger).

## Geschichte
Für den Bau eines Luftfeldes in Asajino wurden viele koreanische Kriegsgefangene im Zweiten Weltkrieg als Arbeitskräfte eingesetzt. Etwa 80 koreanische Kriegsgefangene starben im Verlauf des Baus an Unterernährung oder Erschöpfung. Das Flugfeld wurde nie fertiggestellt und heute ist nicht mehr sehr viel davon zu erkennen. Es wurde versuchte, ein Denkmal zum Gedenken an die dort verstorbenen Gefangenen zu errichten. Der Bau musste jedoch abgebrochen werden, nachdem japanische Nationalisten die Gemeindeverwaltung mit Telefonanrufen überschwemmt und das Dorf mit einem Boykott der Jakobsmuschelindustrie bedroht hatten.

## Wirtschaft
Der Hauptwirtschaftszweig ist heute die Fischerei. Sarufutsu ist unter anderem für seine großen und besonders ausgezeichneten Muscheln bekannt.
Ein relativ großer Teil des Dorfes wird für die Milchviehhaltung genutzt. Früher wurde in Koishi Kohle gefördert.
Sarufutsu hat eine junge Tourismusbranche. Für Motorradfahrer ist es ist ein Highlight in einem der Bikercamps zu übernachten. Das Touristenzentrum befindet sich wenige Kilometer südlich von Hamaonishibetsu.

## Bildung
- Grundschulen
  - Grundschule Onishibestu
  - Grundschule Hamaonishibestu
  - Grundschule Hamasarufutsu (geschlossen seit Frühling 2015)
  - Grundschule Asajino
  - Grundschule Ashino  (geschlossen seit Frühling 2015)
- Sekundarschulen
  - Sekundarschule Takushin

## Freizeit und Erholung
Im Sportzentrum Onishibetsu werden wöchentlich Sportaktivitäten für Bewohner und Gäste angeboten.
Dort gibt es ein Freibad, welches während der Sommermonate bis in den frühen Herbst geöffnet ist.
außerdem gibt es einen einzelnen Skilift.